# Frederick Forsyth
Frederick Forsyth (ur. 25 sierpnia 1938 w Ashford, zm. 9 czerwca 2025) – brytyjski pisarz powieści sensacyjnych i thrillerów.

## Życiorys
Urodził się w bogatej mieszczańskiej rodzinie. Uczył się w Tonbridge, rozpoczął też studia na Uniwersytecie w Grenadzie (Hiszpania), ale szybko je przerwał, by poświęcić się swojemu największemu hobby – lotnictwu. Gdy miał 17 lat, uzyskał licencję pilota, a dwa lata później został jednym z najmłodszych pilotów w historii RAF, gdzie służył w latach 1956–1958. Następnie został reporterem w małej lokalnej gazecie w Norfolk, w której pracował przez 3,5 roku, aż do 1961, kiedy został zatrudniony w agencji prasowej Reutera. Najpierw pracował w Paryżu i Berlinie (NRD) – zebrane informacje wykorzystał w późniejszych książkach: Dzień Szakala i Akta Odessy, także w ówczesnej Czechosłowacji i na Węgrzech. W 1965 przeszedł do BBC i został asystentem korespondenta wojennego. W 1967 udał się do Afryki, gdzie trwał konflikt zbrojny między Nigerią a Biafrą. Zaprzyjaźnił się tam z przywódcą secesjonistów, generałem Chukwuemeke Ojukwu, zwanym „Emeka”. W 1968 zakończył współpracę z BBC (oskarżano go o brak obiektywizmu) i wrócił do Biafry jako tzw. wolny strzelec, relacjonował przebieg wydarzeń dla „Daily Express”, „Evening Standard” i magazynu „Time”.
W Biafrze, w czasie wojny z Nigerią, został też agentem brytyjskiego wywiadu MI-6, do czego przyznał się po prawie 50 latach. Później pracował dla wywiadu w Rodezji Południowej. W NRD w Dreźnie nawiązał kontakt z radzieckim pułkownikiem i odebrał od niego przesyłkę pod przepierzeniem w toalecie, nigdy nie ujrzawszy jego twarzy. Jego ostatnim zadaniem jako agenta było sprawdzenie dalszych losów południowoafrykańskiej broni atomowej na wypadek przekazania władzy przez białych czarnej większości.

## Twórczość literacka
W 1969 napisał książkę, a właściwie reportaż o wojnie w Biafrze pt. The Biafra Story (polski tytuł: Słowo białego człowieka). Dwa lata później, w 1971, ukazała się powieść Dzień Szakala (The Day of the Jackal), opowiadająca o zamachu na Charles’a de Gaulle’a. Stała się światowym bestsellerem i zapoczątkowała niesłabnącą popularność twórczości Fredericka Forsytha na świecie.
- Dzień Szakala (The Day of the Jackal, 1971)
- Akta Odessy (The Odessa File, 1972)
- Psy wojny (The Dogs of War, 1974)
- Pasterz (The Shepherd, 1975) – wydana jako samodzielna pozycja, dołączona również do zbioru pt. Czysta robota
- Diabelska alternatywa (The Devil’s Alternative, 1979)
- Czysta robota (No Comebacks, 1982) – zbiór opowiadań – nowe wydanie pt. Wet za wet
- Emeka (1982 – biografia i wspomnienie o generale Ojukwu, niewydana w Polsce)
- Czwarty protokół (The Fourth Protocol, 1984)
- Negocjator (The Negotiator, 1989)
- Fałszerz (The Deceiver, 1991) – nowe wydanie pt. Dezinformator
- Pięść Boga (The Fist of God, 1994)
- Ikona (The Icon, 1996)
- Upiór Manhattanu (The Phantom of Manhattan, 1999)
- Weteran (The Veteran, 2001) – zbiór opowiadań
- Mściciel (The Avenger, 2003)
- Afgańczyk (The Afghan, 2006)
- Kobra (The Cobra, 2010)
- Czarna lista (The Kill List, 2013)
- Fox (The Fox, 2018)

W 1991 wydał antologię najlepszych, jego zdaniem, opowiadań lotniczych Great Flying Stories, w której zamieścił również swoje opowiadanie Pasterz (znane w Polsce ze zbioru Czysta robota). W 2001 ukazała się autoryzowana biografia Forsytha pt. A Matter of Protocol napisana przez Craiga Cabella.
Charakterystyczne dla Forsytha było posługiwanie się w powieściach stylem dziennikarskim. Dzięki temu zabiegowi czytelnik odczuwa wrażenie, jakby to, co czytał, było swego rodzaju reportażem, relacją. Wiele wydarzeń, o których Frederick Forsyth pisał w swoich książkach, zdarzyło się naprawdę, wiele osobistości istniało w rzeczywistym świecie. Sposoby przemytu broni, substancji wybuchowych, prania brudnych pieniędzy, manipulacji ludźmi opisywał w drobnych szczegółach. Jego opowiadania mogłyby z powodzeniem służyć jako podręcznik przeprowadzania zamachu czy porwania (np. Dzień Szakala zawiera bardzo dokładne informacje dotyczące zdobywania nowej tożsamości, Psy wojny – zawierają również bardzo dokładny – chociaż fikcyjny – opis planu i realizacji przeprowadzenia zamachu na jedno z państw afrykańskich).
W okresie PRL w Polsce wydano tylko Dzień Szakala, zbiór No Comeback (pt. Czysta robota) oraz Psy wojny w wersji okrojonej. Pozostałe powieści nie mogły się ukazać, gdyż przedstawiały negatywny obraz Związku Radzieckiego lub pozytywny obraz państwa Izrael. Zostały wydane w większości już w warunkach wolności słowa po 1989.

## Ekranizacje
Kilka powieści zostało zekranizowanych (Dzień Szakala dwukrotnie).

## Poglądy polityczne, życie osobiste
Forsyth określał się, zwłaszcza w kwestii poglądów politycznych, jako konserwatysta. Był zdeklarowanym przeciwnikiem Unii Europejskiej. Uważany był za jednego z najbogatszych pisarzy świata. Mieszkał w ekskluzywnej rezydencji pod Londynem (Hertfordshire), był również właścicielem zamku w Irlandii (Enniskerry). Mówił płynnie po francusku, niemiecku, rosyjsku i hiszpańsku i wiele podróżował po Europie, Bliskim Wschodzie i Afryce.